# Diana Tuyet-Lan Kosinová
Diana Tuyet-Lan Kosinová (* 4. ledna 1978 Lodž) je výkonná producentka České televize a bývalá dlouholetá mluvčí Diecézní charity Brno.

## Životopis
Vystudovala estetiku a filozofii na Filozofické fakultě Univerzity Komenského v Bratislavě. Během studia spolupracovala se Slovenskou televizí a vyučovala angličtinu na gymnáziu. PO ukončení studia v roce 2001 se přestěhovala do Brna a po výběrovém řízení nastoupila do Diecézní charity Brno – nejdříve jako redaktorka charitního zpravodaje, od roku 2007 jako tisková mluvčí organizace. V této funkci také
byla koordinátorkou přímého přenosu ČT benefičního pořadu Tříkrálový koncert Charity ČR. Od června 2017 působí jako výkonná producentka náboženské tvorby v České televizi.

## Dílo
Básnické sbírky:
- Čiary života, Host, Brno 1996
- Rozkrídlenie, Fragment, Bratislava 1997
- Liana času, Host, Brno 2001
- almanach Cestou…, Weles 2008